# Nikólaos Ikonómos
Nikólaos Ikonómos (grec moderne : Νικόλαος Οικονόμος), parfois Nikólaos Ikonómos (grec moderne : Νικόλαος Οικονόμου), est un combattant et homme politique grec qui participe à la guerre d'indépendance grecque.
Originaire du village de Goura en Corinthie, il fait fortune dans la course et la contrebande après le traité de Koutchouk-Kaïnardji.
Devenu riche armateur d'Hydra, il participe, avec son frère au financement de la guerre d'indépendance grecque.
Il est élu député de son île d'adoption à l'assemblée nationale d'Astros.

### Sources
- (el) Phótios Chrysanthópoulos, Βίοι Πελοποννησίων ανδρών και των εξώθεν εις την Πελοπόννησον ελθόντων κληρικών, στρατιωτικών και πολιτικών των αγωνισαμένων τον αγώνα της επαναστάσεως, Athènes, Stávros Andrópoulos,‎ 1888, 335 p. (lire en ligne), p. 57
- (el) Parlement grec, Μητρώο Πληρεξουσίων, Γερουσαστών και Βουλευτών. 1822-1935, Athènes, Parlement grec,‎ 1986, 159 p. (lire en ligne) [PDF]